# Hotel Victoria (Stavanger)

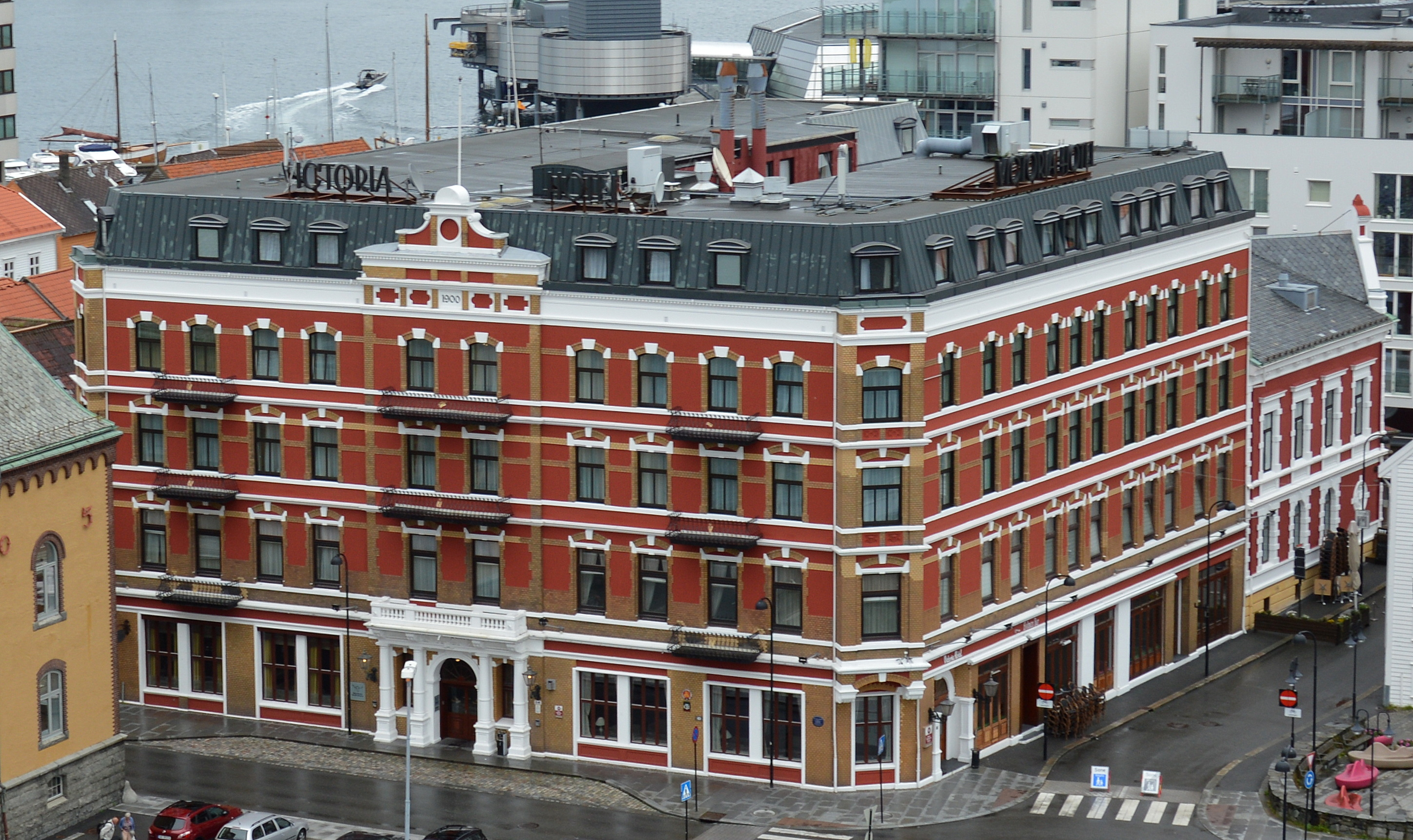
Hotel Victoria, 2017

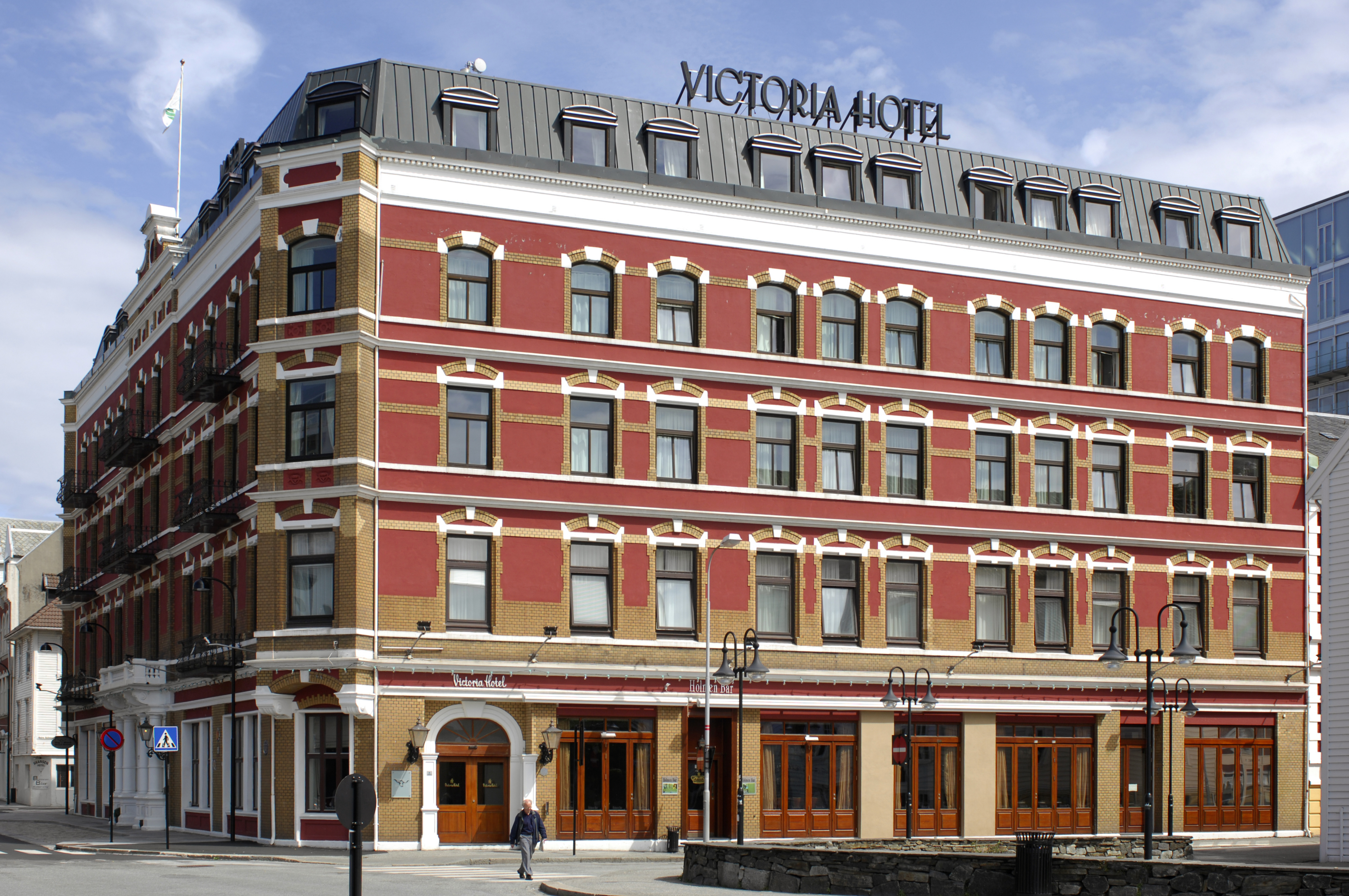
2011

Das Hotel Victoria ist ein Hotel in der norwegischen Stadt Stavanger. 
Es befindet sich auf der Ostseite des Hafens Vågen an der Adresse Skansegaten 1, in einer Ecklage nördlich der Einmündung der Øvre Holmegate. Etwas nordöstlich des Hotels befindet sich das denkmalgeschützte Gebäude Tollboden.

## Architektur und Geschichte
Das viergeschossige Hotel wurde im Jahr 1900 im englisch-viktorianischen Stil errichtet und am 14. Juli 1900 eingeweiht. Es gilt als das älteste Hotel der Stadt und verfügt über 107 Zimmer sowie acht Konferenzräume für 10 bis 200 Personen. Heute (Stand 2018) gehört es zur Hotelkette Best Western.
Zu den Gästen des Hotels gehörten 1906 das norwegische Königspaar Haakon VII. und Maud sowie 1907 der König von Siam Chulalongkorn.